# Awa (nationalité indigène)
Pour les articles homonymes, voir Awá.

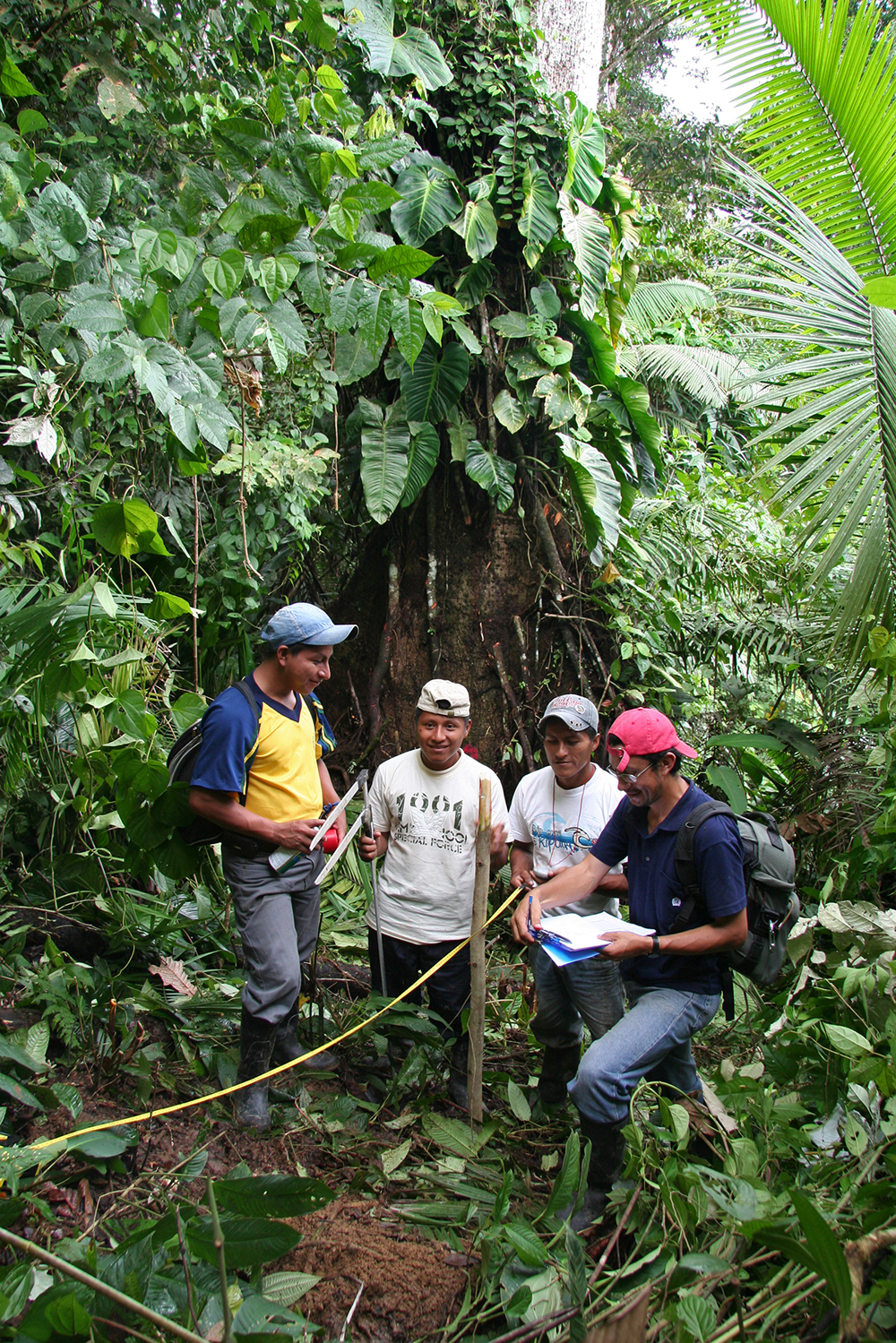
Awá en compagnie d'un garde-forestier dans la forêt tropicale équatorienne

Les Awa, ou Awá ou Kwaiker, sont l’une des treize nationalités indigènes (peuples autochtones) reconnues de l’Équateur. Leur langue traditionnelle est le awa pit.
Selon l'organisation Unité indigène du Peuple Awá, la population Awá compterait aujourd'hui 21 500 personnes, dont 18 000 en Colombie et 3 500 en Équateur. En Colombie, ils vivent essentiellement dans les départements du Nariño (15 000 personnes) et du Putumayo (3 000 personnes). Les 3 500 Awás équatoriens se répartissent entre les provinces du Carchi, de l'Imbabura et d'Esmeraldas.
Les Awa vivant en Colombie, et en particulier dans le Nariño sont victimes de violations des droits humains allant jusqu'à des massacres de la part de différents acteurs du Conflit armé colombien, en particulier les FARC.